# Italia ai IV Giochi paralimpici estivi
L'Italia partecipò ai IV Giochi paralimpici estivi di Heidelberg (Germania) dal 2 al 10 agosto 1972. Gli azzurri si aggiudicarono complessivamente 16 medaglie: 8 ori, 3 argenti e 5 bronzi.

## Medaglie

### Medagliere per discipline
| Discipline       | Oro | Argento | Bronzo | Totale |
| ---------------- | --- | ------- | ------ | ------ |
| Scherma          | 6   | 3       | 0      | 9      |
| Tennistavolo     | 1   | 1       | 1      | 3      |
| Atletica leggera | 1   | 0       | 1      | 2      |
| Biliardo         | 0   | 0       | 1      | 1      |
| Bocce            | 0   | 0       | 1      | 1      |
| Tiro con l'arco  | 0   | 0       | 1      | 1      |
| Totale           | 8   | 4       | 5      | 17     |

### Medaglie d'oro
| Medaglia | Nome                                                       | Disciplina       | Evento                                       |
| -------- | ---------------------------------------------------------- | ---------------- | -------------------------------------------- |
| Oro      | Giuseppe Trieste                                           | Atletica leggera | Slalom maschile - classe 2                   |
| Oro      | Rosa Sicari                                                | Tennistavolo     | Singolare femminile - classe 1B              |
| Oro      | Vittorio Loi                                               | Scherma          | Fioretto individuale maschile                |
| Oro      | Roberto Marson                                             | Scherma          | Spada individuale maschile                   |
| Oro      | Vittorio Paradiso                                          | Scherma          | Fioretto individuale maschile - principianti |
| Oro      | Franco Rossi Germano Zanarotto Roberto Marson              | Scherma          | Spada a squadre maschile                     |
| Oro      | Franco Rossi Germano Zanarotto Vittorio Loi Giuliano Koten | Scherma          | Fioretto a squadre maschile                  |
| Oro      | Roberto Marson                                             | Scherma          | Sciabola individuale maschile                |

### Medaglie d'argento
| Medaglia | Nome                                                                 | Disciplina   | Evento                          |
| -------- | -------------------------------------------------------------------- | ------------ | ------------------------------- |
| Argento  | Giovanni Ferraris Oliviero Venturi                                   | Tennistavolo | A squadre classe 3              |
| Argento  | Giovanni Ferraris Oliviero Venturi Roberto Marson Germano Pecchenino | Scherma      | Sciabola a squadre              |
| Argento  | Rocco Iaculano Giovanni Marras Vittorio Paradiso                     | Scherma      | Fioretto a squadre principianti |
| Argento  | Franco Rossi                                                         | Scherma      | Fioretto individuale maschile   |

### Medaglie di bronzo
| Medaglia | Nome                                             | Disciplina       | Evento                          |
| -------- | ------------------------------------------------ | ---------------- | ------------------------------- |
| Bronzo   | Rocco Iaculano Giovanni Marras Vittorio Paradiso | Tiro con l'arco  | St. Nicholas a squadre maschile |
| Bronzo   | Carlo Jannucci                                   | Atletica leggera | slalom classe 3                 |
| Bronzo   | Giuliano Koten                                   | Bocce            | singolo sul prato               |
| Bronzo   | Aroldo Ruschioni                                 | Biliardo         | gara maschile                   |
| Bronzo   | Giuseppe Trieste                                 | Tennistavolo     | singolo - classe 2              |

### Plurimedagliati
| Nome              | Disciplina                    | Oro | Argento | Bronzo | Totale |
| ----------------- | ----------------------------- | --- | ------- | ------ | ------ |
| Giuseppe Trieste  | Atletica leggera Tennistavolo | 1   | 0       | 1      | 2      |
| Vittorio Loi      | Scherma                       | 2   | 0       | 0      | 2      |
| Roberto Marson    | Scherma                       | 2   | 1       | 0      | 3      |
| Vittorio Paradiso | Scherma Tiro con l'arco       | 1   | 1       | 1      | 3      |
| Franco Rossi      | Scherma                       | 2   | 1       | 0      | 3      |
| Germano Zanarotto | Scherma                       | 2   | 0       | 0      | 2      |
| Giuliano Koten    | Bocce Scherma                 | 1   | 0       | 1      | 2      |